# Konstanty Korniakt z Białobok
Konstanty Korniakt z Białobok herbu Krucini z Białobok (ur. 1582, zm. 1624) – polski szlachcic pochodzący z rodu greckich kupców z Krety.

## Życiorys
Konstanty po śmierci ojca 1 sierpnia 1603 część swoich posiadłości w ziemi lwowskiej sprzedał, a część pozostawił bratu Aleksandrowi i przeniósł się do dóbr odziedziczonych po matce w ziemi przemyskiej, gdzie został właścicielem trzech rezydencji w miejscowościach Sośnica, Złotowice i Białoboki. Te ostatnie wybrał za gniazdo rodowe.
W 1603, gdy zmarł Korniakt ojciec, Stanisław Diabeł Stadnicki wykorzystał ten fakt i najechał oddane pod zastaw wsie Krzemienicę, Czarną i Albigową, złupił chłopów i spalił folwarki. Podczas najazdu na Sośnicę Stadnicki złupił wszystkie dobra tam zgromadzone i pojmał Korniakta, którego przewiózł do Łańcuta, przetrzymując przez pół roku w lochach swego zamku, aż ten podpisał wraz z matką i bratem ugodę o zrzeczeniu się pretensji o najazd na Sośnicę. W czasie sądu w Przeworsku Stadnicki usiłował zabić dwóch doradców prawnych Korniakta: Adama Żydowskiego i Andrzeja Świdnickiego, którzy cudem uciekli z miasta.
Brał udział w wyprawie Stanisława Żółkiewskiego i w zajęciu Fellina i Białego Kamienia przez siły polskie oraz w zwycięstwie nad Szwedami pod Rewlem, w ramach ostatniej kampanii Zamoyskiego w wojnie inflanckiej przeciw Szwecji.
Najechał też zbrojnie na Marcina z Goraja, wypędził ze swoich włości Annę z Fredrów Jaksmanicką, w prywatnym więzieniu uwięził szlachcica Jaczewskiego, a za pomocą swego sługi Adama Żydowskiego zabił na rynku w Przemyślu Marcina Sadowskiego. W 1609 roku napadł i zabił chorążego Rudnickiego oraz jego 16 podwładnych, zabierając ich dobra osobiste.
W 1610 Konstanty rozpoczął budowę zamku w Białobokach koło Gaci, w pobliżu Przeworska.
Konstant Korniakt zmarł od ran jako obrońca ziem polskich w czasie czerwcowego napadu Tatarów w 1624 roku. Został pochowany w kościele Dominikanów w Przemyślu.

## Rodzina
Jego ojciec Konstanty Korniakt należał do najbogatszych kupców lwowskich. Otrzymał on od królów polskich szereg przywilejów, a także noblitację (nadanie szlachectwa). Przeciw nobilitacji w 1601 roku zaprotestowali dłużnicy Konstantego starszego, Hieronim Jazłowiecki i Stanisław Stadnicki – „Diabeł Łańcucki”.
Sam Konstanty urodził się w 1582 i był katolikiem. Jego żoną była Elżbieta Ossolińska, córka Jana Zbigniewa Ossolińskiego – wojewody sandomierskiego.
Miał następujące dzieci:
- Karol Franciszek – rotmistrz
- Anna (zm. 1648) – żona Mikołaja Ossolińskiego

Konstanty przekazał Mikołajowi Ossolińskiemu z wianem większość majątków ziemskich w regionie przemyskim, klucz Rybotycze z zamkiem koło Przemyśla, oraz dobra Husaków i Miźnic. W sumie 29 wiosek i jedno miasto. Rybotycze stały się główną rezydencją Mikołaja Ossolińskiego, z której dokonywał wypraw na okolicę i utrzymywał tam regularne wojsko, wybierane z okolicznych wiosek.